# NMBS/SNCB
Национальное общество бельгийских железных дорог (нидерл. Nationale Maatschappij der Belgische Spoorwegen, NMBS; фр. Société nationale des chemins de fer belges, SNCB) — бельгийская компания, железнодорожный перевозчик — оператор пассажирских поездов. Принадлежит государству.
Компания NMBS/SNCB была образована в 1926 году на материально-технической базе Государственных железных дорог, существовавших с 1834 года (принятие закона об образовании государственных железных дорог в 1834 году, первая железнодорожная линия в 1835 году). В отличие от государственных железных дорог, которые были подразделением министерства железных дорог, телеграфа и почты, новая компания стала независимым юридическим лицом. В то же время NMBS/SNCB оставалась стопроцентно государственной собственностью.
В 2008 году NMBS/SNCB перевез 207 миллионов пассажиров. В 2017 году это число возросло до 230 миллионов.
В настоящее время сеть включает в себя четыре высокоскоростные линии, подходящие для движения со скоростью 300 км/ч: HSL 1 от юга Брюсселя до французской границы, где она продолжается до перекрестка с LGV Nord до Paris Nord и Lille Flandres, HSL 2 курсирует из Левена в Анс и далее в Льеж-Гийемен, HSL 3 курсирует из Льежа до границы с Германией возле Аахена, а HSL 4 соединяется с HSL-Zuid в Нидерландах.

## Подвижной состав

### Тепловозы
- SNCB 77
- SNCB 73[англ.]
- TAR

### Электропоезда
- Серия 11
- Серия 21